# Indiska musikinstrument
Indiska musikinstrument har tillkommit genom långvarig utveckling och blandning av kulturer.

## Uppdelning av instrument efter ursprung
Beroende på vilka musikformer de används i kan dessa indelas i tre huvudkategorier. Västerländska instrument har till viss mån assimilerats i den indiska musiken men spelar en relativt liten roll i folkmusiken och klassiska musiken: 
1. Klassiska indiska musikinstrument
2. Folkliga indiska musikinstrument
3. Västliga musikinstrument

Det finns olikheter i instrumenten som används i den nordindiska traditionen (hindustani) och sydindiska traditionen (carnatic). Likaså vissa folkinstrument är ofta inte mer sprida än till en viss stat eller region.
Artikeln berör i första hand de klassiska och folkliga instrumenten.

## Principer
Indisk musik är monofonisk med en statisk bordun. Instrumenten är därför byggda för enkla toner, och inte ackordspel. Klassisk klangestetik främjar också resonansljud av frisvängande odämpade strängar som berikar klangen och ger den specifika indiska klangen. Resonanssträngar stäms i de toner som ingår i kompositionen (raga).
Sitar, sarod och sarangi är de mest utvecklade stränginstrumenten, som har enligt denna teknik melodisträngar, bordunsträngar och resonanssträngar.
Vissa instrument är speciellt utvecklade för framkallande av borduntoner, till exempel tanpura, ektar, dotar, ottu.

## Klassificering
Musikinstrumenten kan vidare indelas i underkategorier beroende på de fysikaliska principer som genererar ljudet:

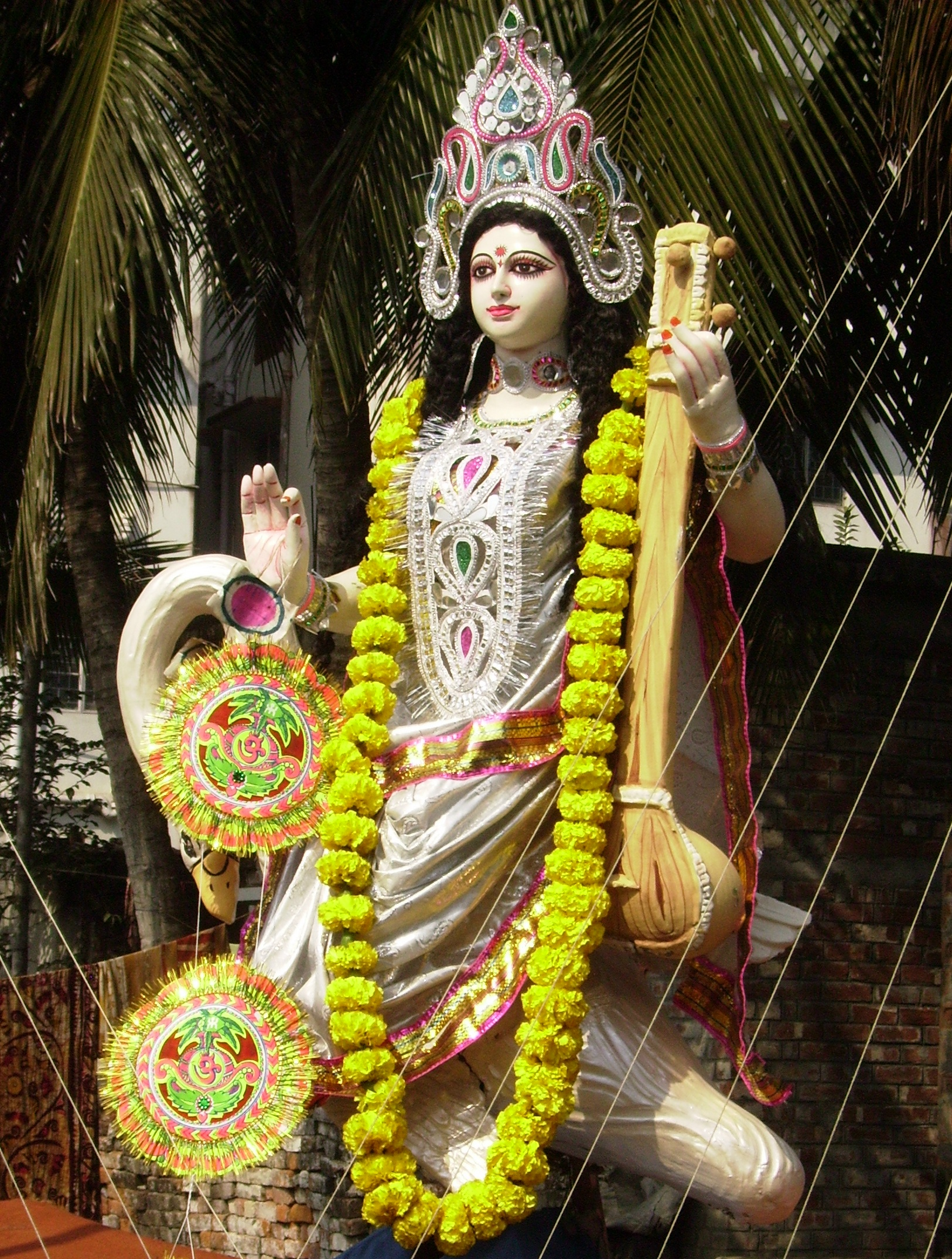
Saraswati med Vina

### Blåsinstrument
- Bansuri - indisk tvärflöjt
- Nadaswaram - sydindisk oboe, större än shehnai
- Ottu - variant av nadaswaram för bordun
- Pungi - dubbelklarinett mest använd av ormtjusare
- Shehnai - nordindisk oboe med fyrdubbelt rörblad

### Slaginstrument
- Chenda - mellanstor trumma som man spelar med pinnar
- Dholak - handtrumma
- Damaru - timglasformad trumma som spelas med en skallra.
- Ghatam - lerkruka
- Idakka - timglasformad trumma som man spelar med pinne
- Mrudangam -
- Pakhawaj (eller mridang) - mellanstor tonal handtrumma
- Tabla - två tonala handtrummor

### Stränginstrument

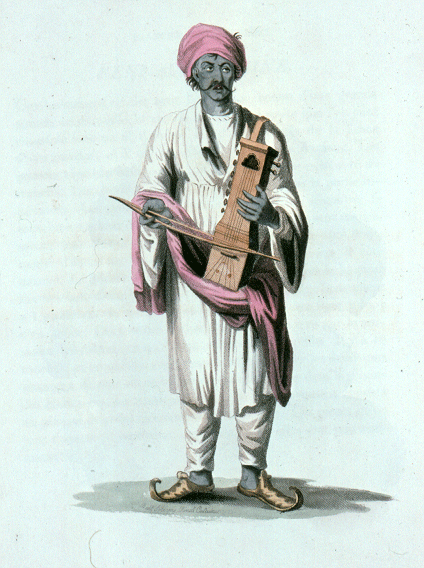
Sarangi

Spelas med stråke eller båge, utan resonanssträngar:
- Dotar - tvåsträngad variant av en rabab; annat instrument med samma namn är tvåsträngad variant av luta;
- Rabab - ursprungligen afghanskt/centralasiatiskt stråkinstrument
- Sarinda - stråkinstrument

Spelas med stråke eller båge, instrument med resonanssträngar (engelska: sympathetic strings):
- Dilruba - korsning mellan sitar och sarangi
- Esraj - korsning mellan sitar och sarangi
- Mayuri vina - korsning mellan sitar och sarangi
- Sarangi

Spelas med fingrar eller plektron, instrument utan resonanssträngar:

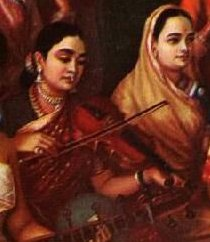
Kvinna spelar karnatisk violin. Målning av Ravi Varma

- Ektar - ensträngad variant av luta
- Dotar - tvåsträngad variant av luta; annat instrument med samma namn är en tvåsträngad variant av en rabab.
- Gopichand - ensträngat instrument
- Gottuvadhyam, eller chitravina - indisk "hawaiigitarr"
- Tanpura (eller tambura) - variant av luta för bordun
- Surmandal, eller swarmandal - variant av cittra
- Sursingar - variant av luta
- Vina - variant av luta
- Magadi vina - variant av mini-luta
- Rudra vina - variant av luta
- Saraswati vina - variant av luta
- Vichitra vina, liknar Rudra vina men utan band på greppbredan - variant av indisk "hawaiigitarr"

Spelas med fingrar eller plektron, instrument med resonanssträngar (engelska: sympathetic strings):
- Sitar - variant av luta
- Sarod - variant av bandlös luta

Spelas med klubbor:
- Santur - variant av hackbräde

### Övrigt
- Violinen är ett populärt västligt musikinstrument med vid användning inom klassisk indisk musik, särskilt Karnatakamusik.
- Peti eller baja - indiskt harmonium som är ett litet tangentinstrument där man spelar med en hand och pumpar luft med en bälg med den andra handen. Se även chandrakantha.com: Indiskt harmonium.
- Mandolinen används främst i södra Indien. Pionjären på detta instrument var U. Srinivas.